# كزبراوية
الكزبراوية (الاسم العلمي: Coriandreae) هي قبيلة من النباتات تتبع فصيلة الخيمية من الرتبة الخيميات.